# Ferrocarril

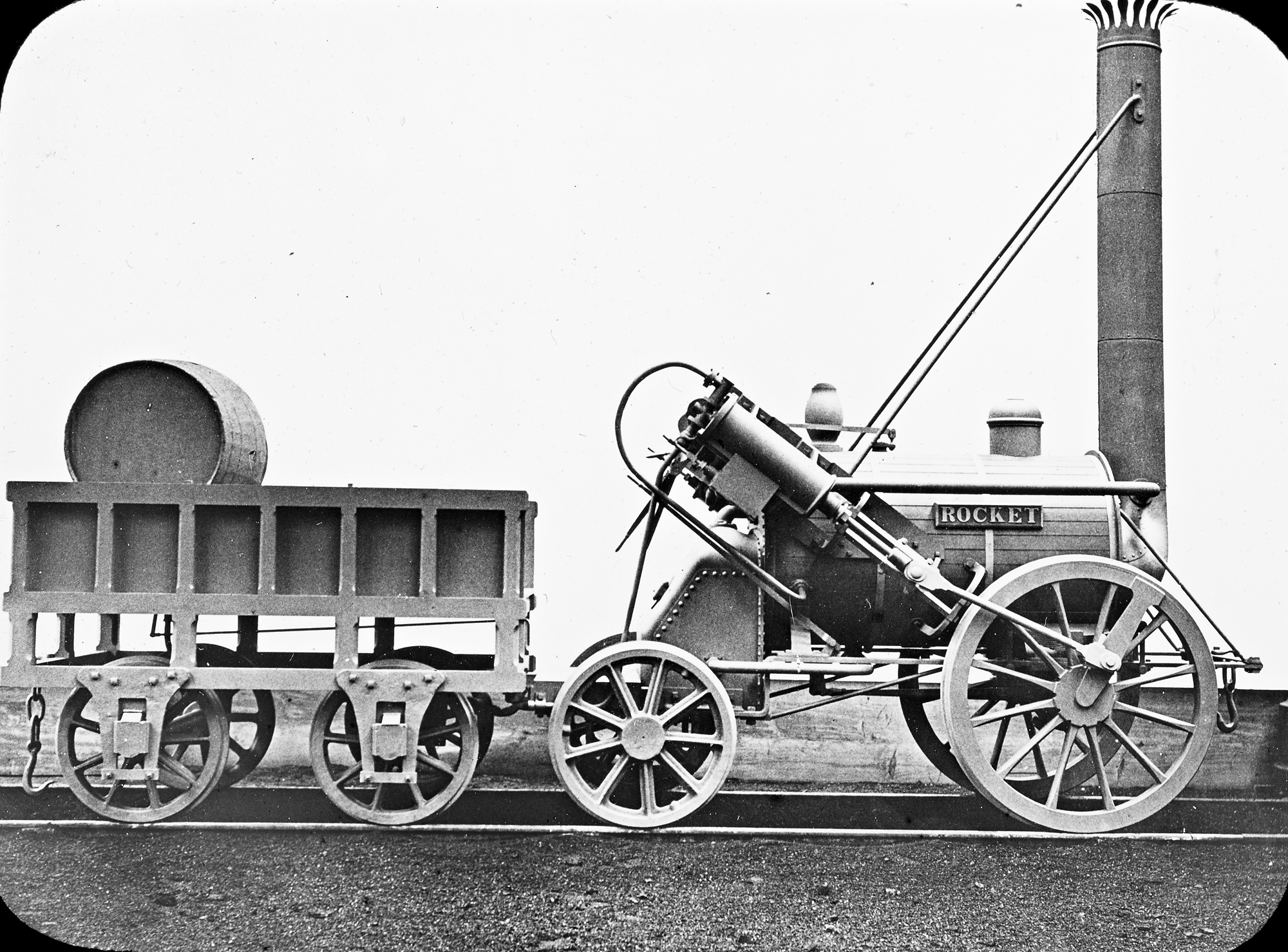
The Rocket: primera locomotora moderna (1829).

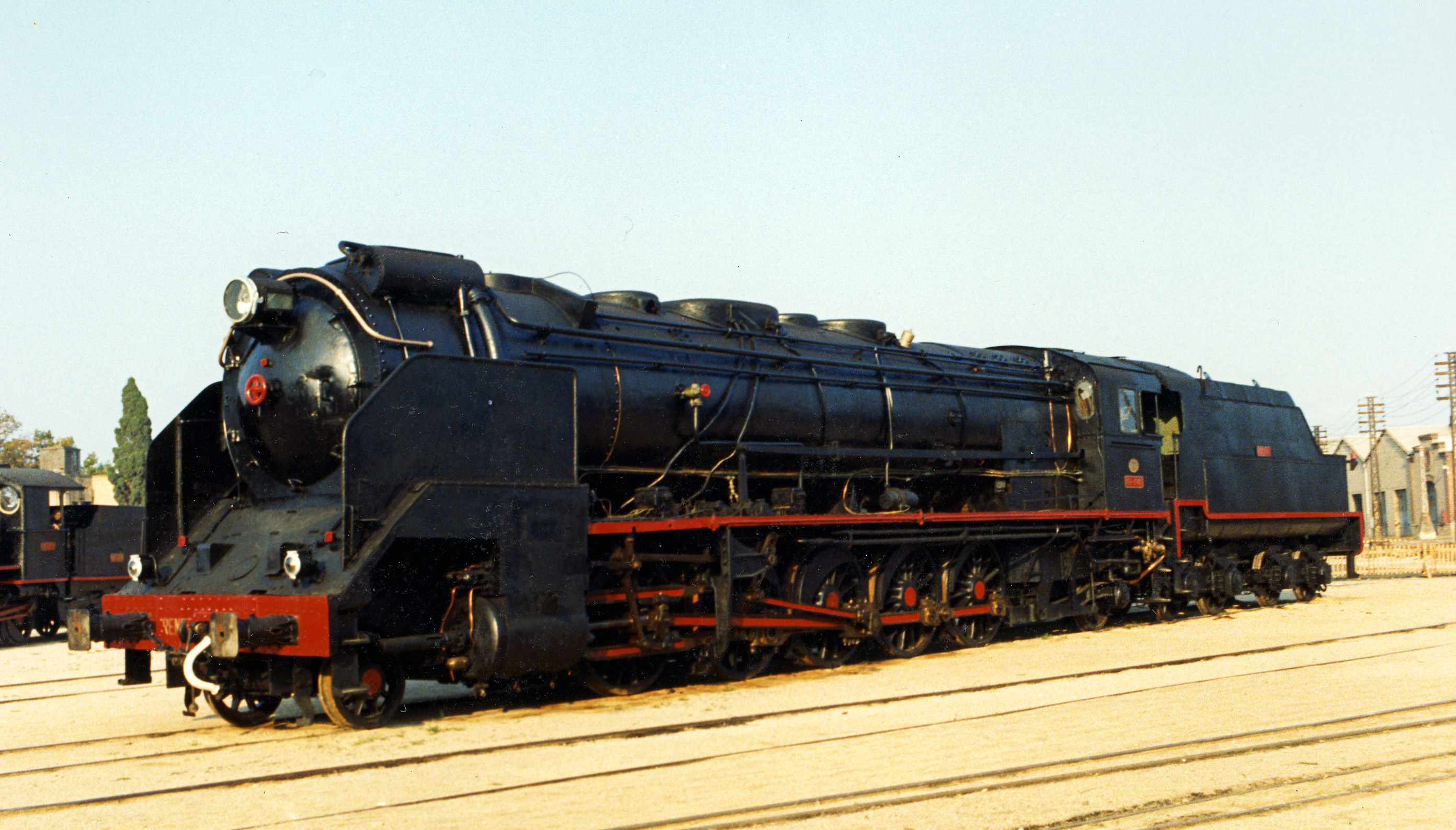
Locomotora Santa Fe: locomotora de vapor plenamente desarrollada (c. 1950).

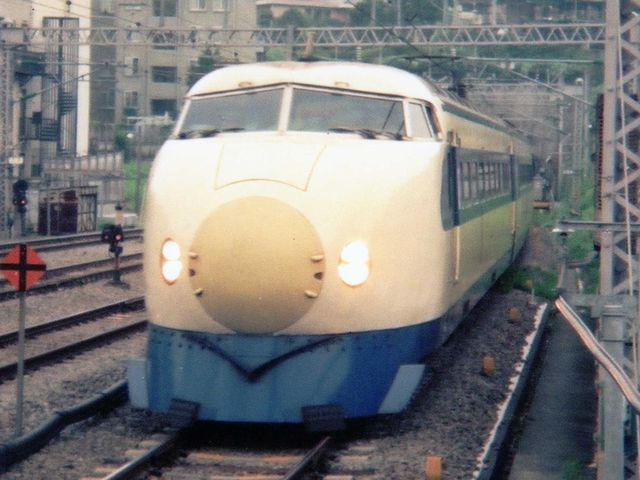
Shinkansen Serie 0: uno de los primeros trenes de alta velocidad (c. 1964).

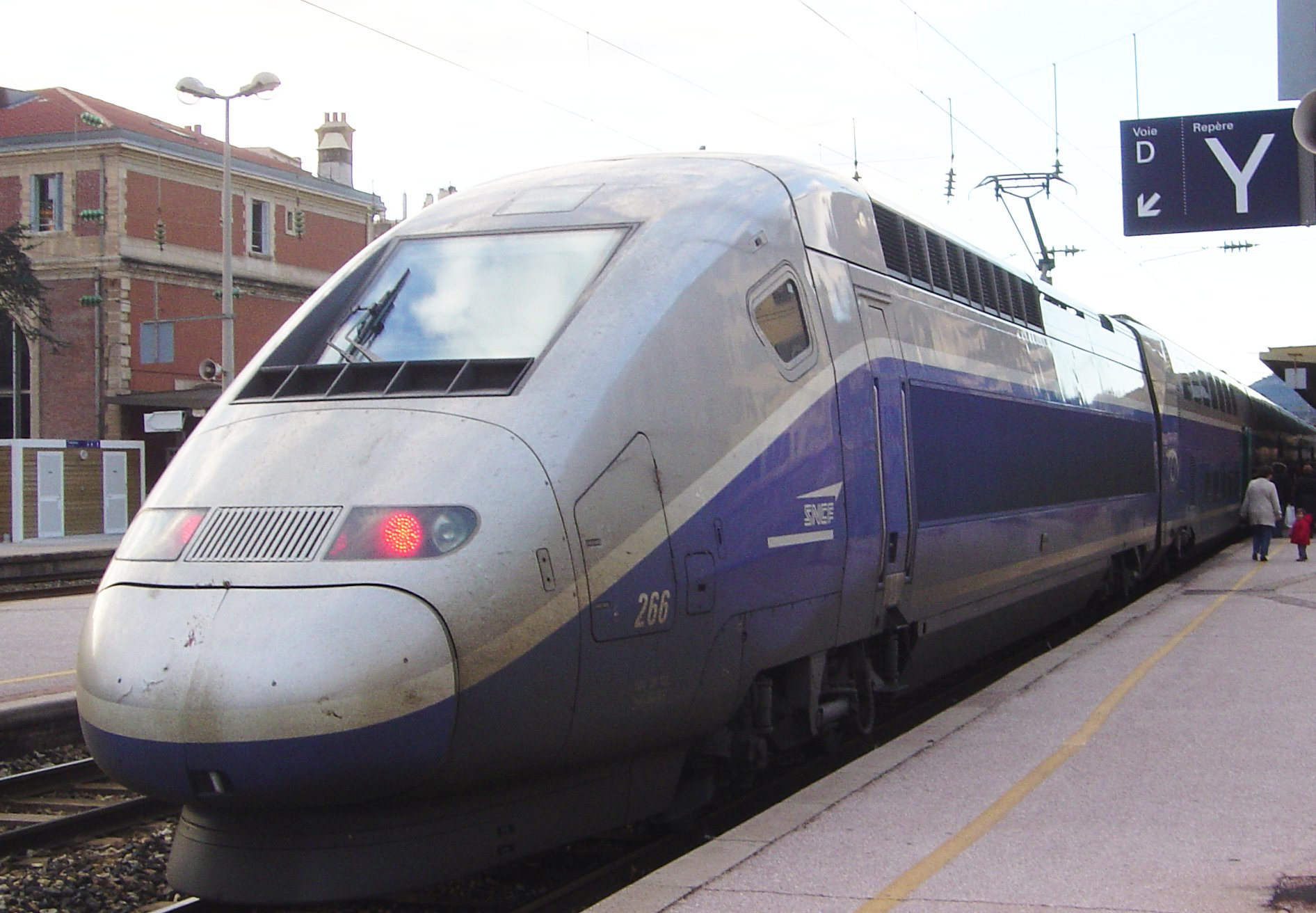
TGV Duplex de dos pisos (c. 1995).

El ferrocarril (del latín: ferre,‘hierro’, y carril) o transporte ferroviario es un sistema de transporte de personas y mercancías sobre una vía férrea.     
Habitualmente se entiende que los rieles son de acero o de hierro, y que forman el camino o vía férrea sobre la cual circulan los trenes. Pero dentro de esta clasificación también se incluyen medios de transporte que emplean otros tipos de guiado, tales como los trenes de levitación magnética.
Se trata de un transporte con ventajas comparativas en ciertos aspectos, tales como el consumo de combustible por tonelada/kilómetro transportado, la entidad del impacto ambiental que causa o la posibilidad de realizar transportes masivos, que hacen relevante su uso en la época moderna.

## Historia

### Líneas sobre carriles

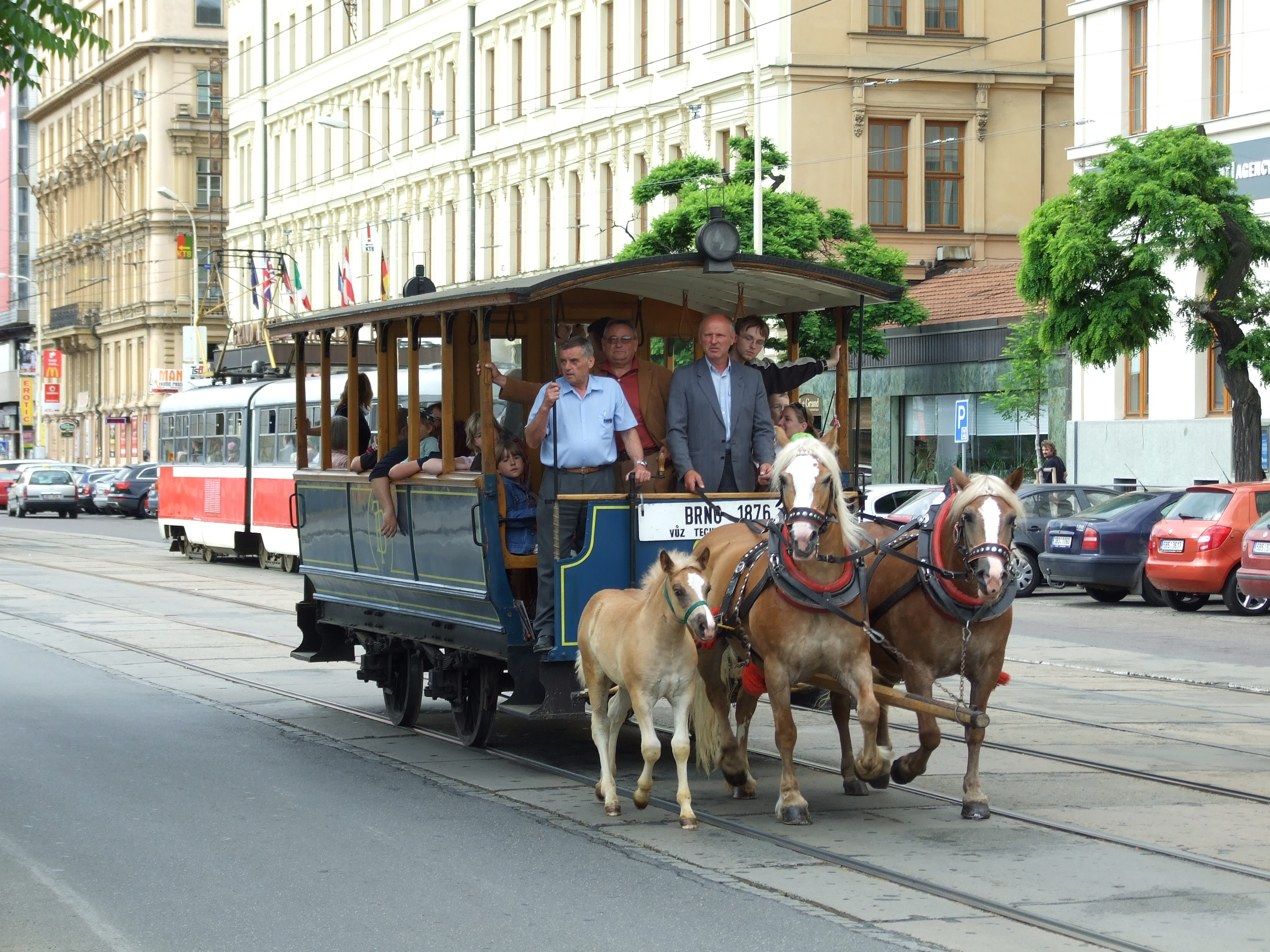
Ferrocarril urbano: tranvía de caballos en Brno (República Checa)

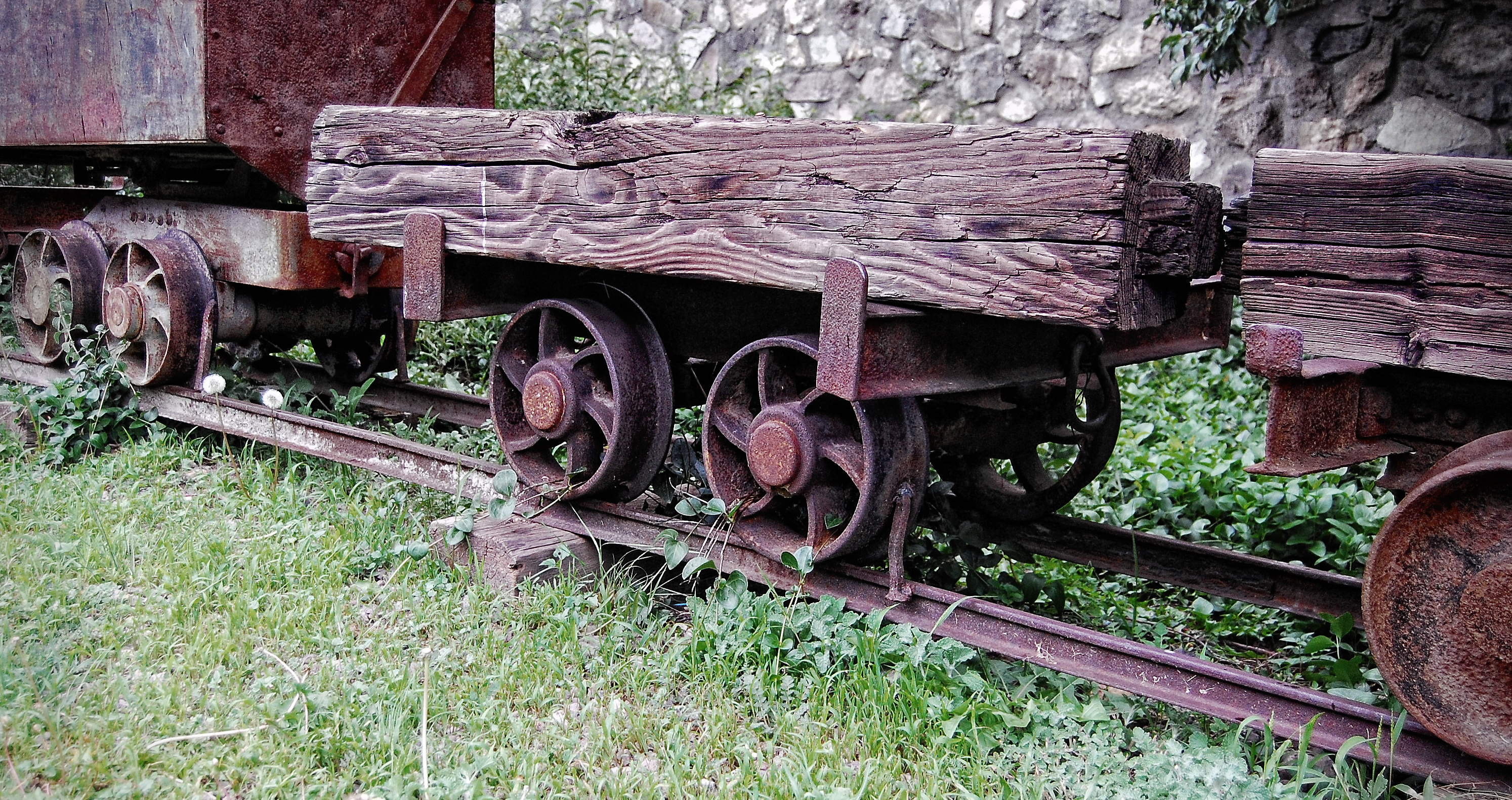
Antiguas vagonetas mineras

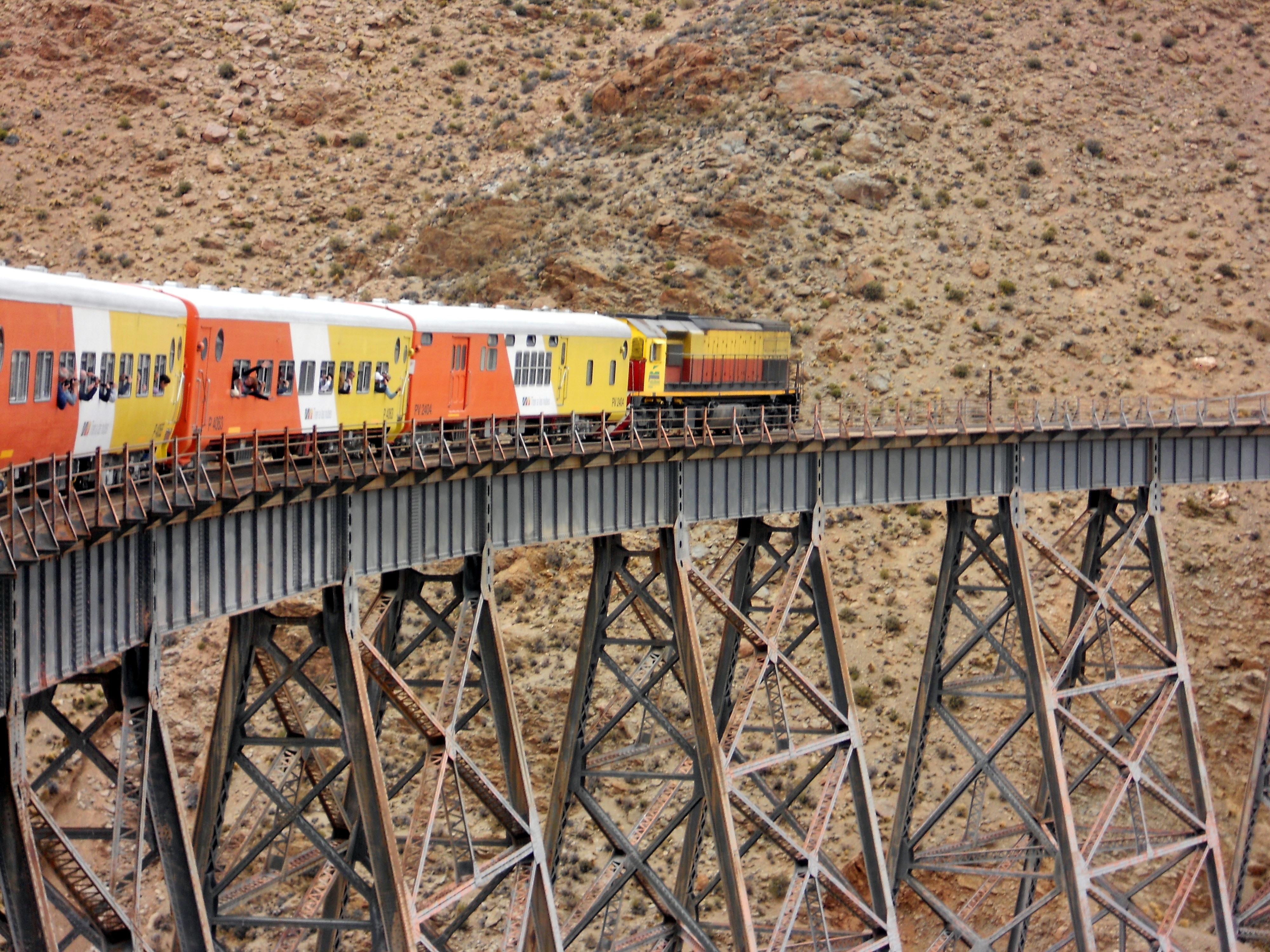
Tren a las Nubes en Argentina

La primera noticia de un sistema de transporte sobre carriles fue una línea de tres kilómetros que seguía el camino Diolkos, que se utilizaba para transportar embarcaciones sobre plataformas a lo largo del istmo de Corinto durante el siglo VI a. C. Las plataformas eran empujadas por esclavos y se guiaban medianta hendiduras excavadas sobre la piedra. La línea se mantuvo funcionando durante 600 años.
Los transportes sobre carriles comenzaron a reaparecer en Europa tras la Alta Edad Media. La primera noticia sobre un transporte de este tipo en el continente europeo en este periodo aparece en una vidriera en la catedral de Friburgo de Brisgovia en torno a 1350. En 1515, el cardenal Matthäus Lang describió un funicular en el castillo de Hohensalzburg (Austria) llamado «Reisszug». La línea utilizaba carriles de madera y se accionaba mediante una cuerda de cáñamo movida por fuerza humana o animal. La línea continúa funcionando actualmente, aunque completamente sustituida por material moderno, siendo una de las líneas más antiguas que aún están en servicio.
A partir de 1550, las líneas de vía estrecha con carriles de madera empezaron a generalizarse en las minas europeas. Durante el siglo XVII las vagonetas de madera trasladaban el mineral desde el interior de las minas hasta algún canal, donde se trasbordaba la carga al transporte fluvial, o bien se transportaba por la red de caminos utilizando carros. La evolución de estos sistemas llevó a la aparición del primer tranvía permanente en 1810, el «Leiper Railroad» en Pensilvania.
El primer ferrocarril propiamente dicho (esto es, con carriles de hierro) tenía raíles formados por un cuerpo de madera recubierto por una chapa, y fue fabricado en 1768. Esto permitió la elaboración de aparatos de vía más complejos. En un principio solo existían lazos de final de línea para invertir las composiciones, pero pronto aparecieron los cambios de agujas. A partir de 1790 se utilizaron los primeros carriles completamente de acero en el Reino Unido. En 1803, William Jessop inauguró la línea «Surrey Iron Railway» al sur de Londres, siendo el primer ferrocarril público de tracción de sangre (tirado por caballos). La invención del hierro forjado en 1820 permitió superar los problemas de los primeros carriles de hierro, que eran frágiles y cortos, aumentando su longitud a 15 metros. En 1857 comenzaron a fabricarse definitivamente carriles de acero.

### La era del vapor

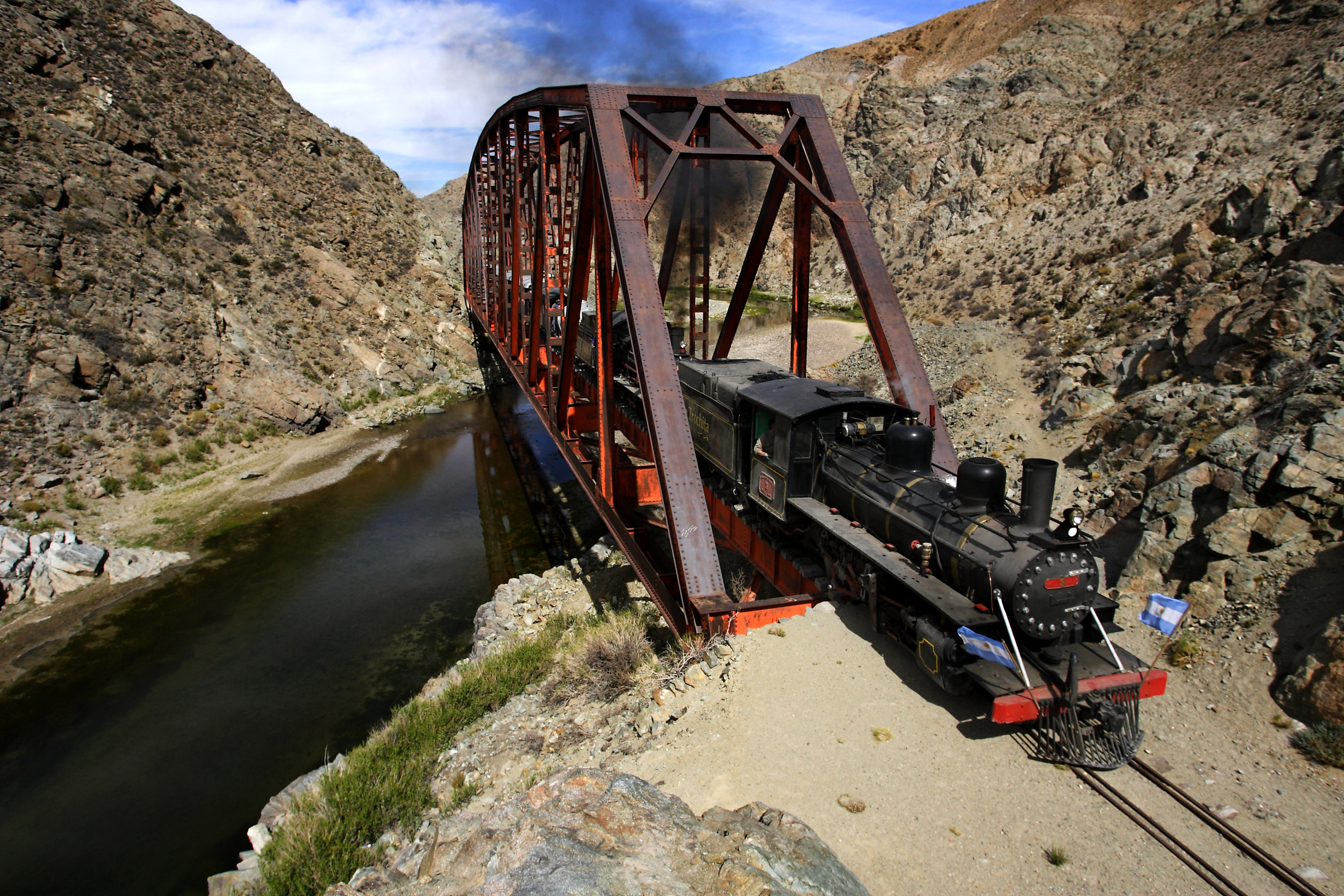
La Trochita, tren a vapor que recorre la Patagonia argentina

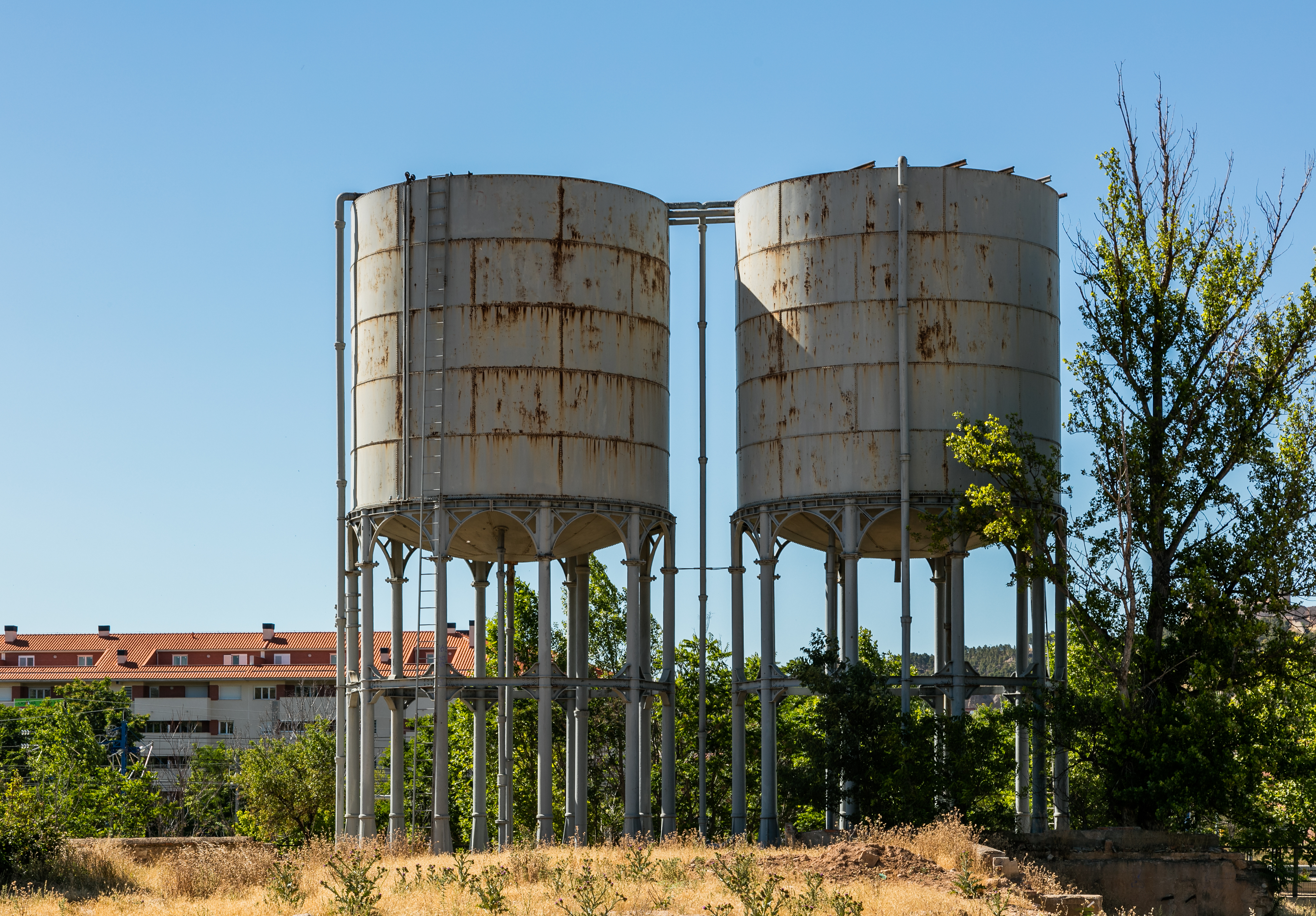
Depósitos de agua de la antigua estación de FF. CC. de Calatayud (España)

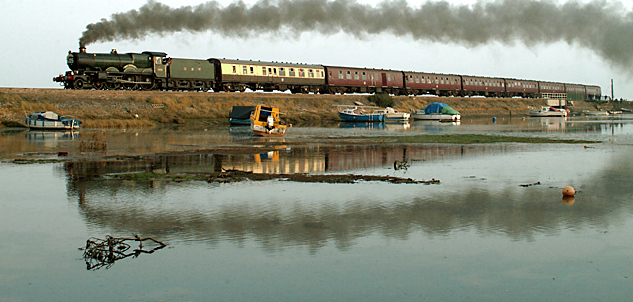
Tren histórico con locomotora de vapor, en Inglaterra

Locomotora del año 1925, del tren histórico y turístico de Arganda (Madrid, España)

El desarrollo del motor de vapor impulsó la idea de crear locomotoras de vapor que pudieran arrastrar trenes por líneas equipadas con carriles. La primera fue patentada por James Watt en 1769 y revisada en 1782, pero los primeros motores de vapor eran demasiado pesados y generaban poca presión como para ser empleados en locomotoras. En 1804, utilizando un motor de alta presión, Richard Trevithick presentó la primera locomotora capaz de arrastrar un tren en Merthyr Tydfil (Reino Unido). Realizada junto a Andrew Vivian, la prueba tuvo un éxito relativo, ya que la locomotora rompió los frágiles raíles de chapa de hierro.
En 1811, John Blenkinsop diseñó la primera locomotora funcional que se presentó en la línea entre Middleton y Leeds. La locomotora, denominada Salamanca, se construyó en 1812. En 1825, George Stephenson construyó la Locomotion para la línea entre Stockton y Darlington, al noreste de Inglaterra, que fue la primera locomotora de vapor que arrastró trenes de transporte público. En 1829 también construyó la locomotora The Rocket. El éxito de estas locomotoras llevó a Stephenson a crear la primera compañía constructora de locomotoras de vapor que fueron utilizadas en las líneas de Europa y Estados Unidos.
En 1830 se inauguró la primera línea de ferrocarril interurbano, la línea entre Liverpool y Mánchester. La vía utilizada era del mismo tipo que otras anteriores, como la del ferrocarril entre Stockton y Darlington. Su ancho era de 1.435 mm, actualmente conocido como ancho internacional, ya que es utilizado por aproximadamente el 60% de los ferrocarriles de todo el mundo. El mismo año se inauguró el primer tramo de la línea entre Baltimore y Ohio, la primera en unir líneas individuales en una red.
En los años siguientes, el éxito de las locomotoras de vapor hizo que las líneas de ferrocarril y las locomotoras se extendieran por todo el mundo.

### Electrificación y dieselización

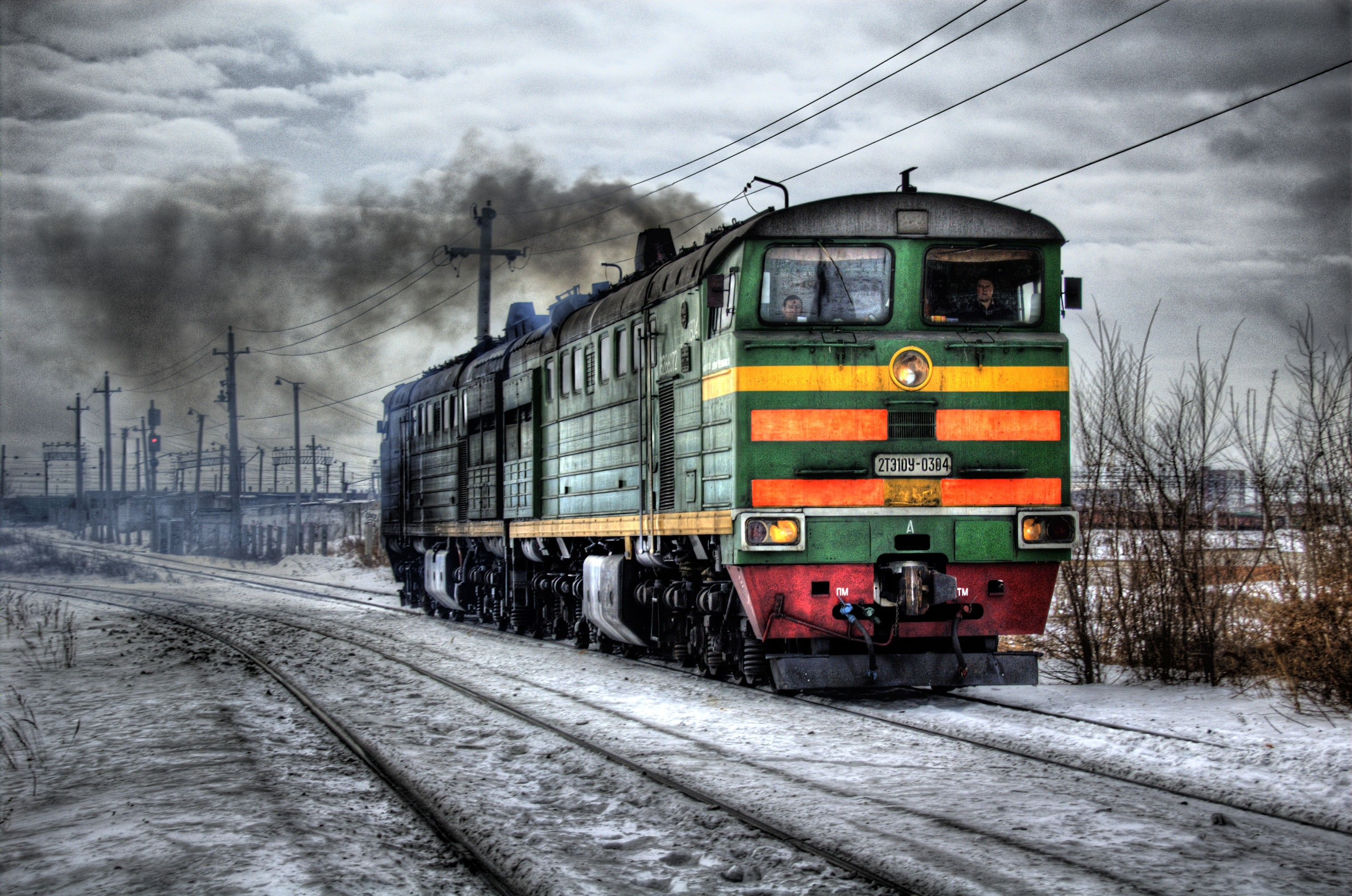
Locomotora diésel rusa 2TE10UU

Las primeras pruebas con trenes eléctricos las inició Rober Davidson en 1838, cuando construyó un carruaje equipado por baterías capaz de alcanzar 6,4 km/h. El primer ferrocarril con suministro eléctrico en la vía fue el tranvía que circulaba en 1883 entre Portrush y Giant's Causeway, en el norte de Irlanda, que utilizaba alimentación por un tercer carril. Los cables de alimentación aérea en los ferrocarriles se introdujeron en 1879, de la mano de Siemens en Berlín, en tranvías que hasta entonces eran arrastrados por mulas o caballos.
La primera línea de ferrocarril convencional electrificada fue la línea Roslag en Suecia. En la década de 1890 algunas grandes ciudades, como Londres, París y México, utilizaron esta nueva técnica para construir líneas de metro urbanas. En ciudades de tamaño mediano, los tranvías se hicieron algo común y fueron el único medio de transporte público durante varias décadas. Todas estas líneas utilizaron corriente continua, y la primera línea que utilizó corriente alterna fue inaugurada en Austria en 1904.
Las locomotoras de vapor necesitan un mantenimiento bastante elevado para funcionar. Tras la Segunda Guerra Mundial, los costes de personal se incrementaron de modo muy importante, lo que hizo que la tracción a vapor se encareciera sobre el resto. Al mismo tiempo, la guerra impulsó el desarrollo de los motores de combustión interna, que hicieron a las locomotoras diésel más baratas y potentes. Esto causó que varias compañías ferroviarias iniciaran programas para convertir todas sus locomotoras para líneas no electrificadas en locomotoras diésel.
Como consecuencia de la construcción a gran escala de autovías tras la guerra, el transporte por ferrocarril se hizo menos popular, y el transporte aéreo comenzó a ocupar el mercado de los viajes de muy larga distancia. Muchos tranvías fueron sustituidos por autobuses, mientras que la necesidad de trasbordos hizo poco rentable el traslado de mercancías en distancias medias. Además, sucesos como el gran escándalo del tranvía de Estados Unidos hicieron que el transporte por ferrocarril se redujera considerablemente.
La crisis del petróleo de 1973 cambió la tendencia a la baja de los tranvías. Hizo que los que no se habían desmantelado, continuasen hasta nuestros días, al ser de nuevo más rentables. También la introducción de los contenedores contribuyó a mejorar la rentabilidad del transporte de mercancías por ferrocarril.

### Trenes más veloces

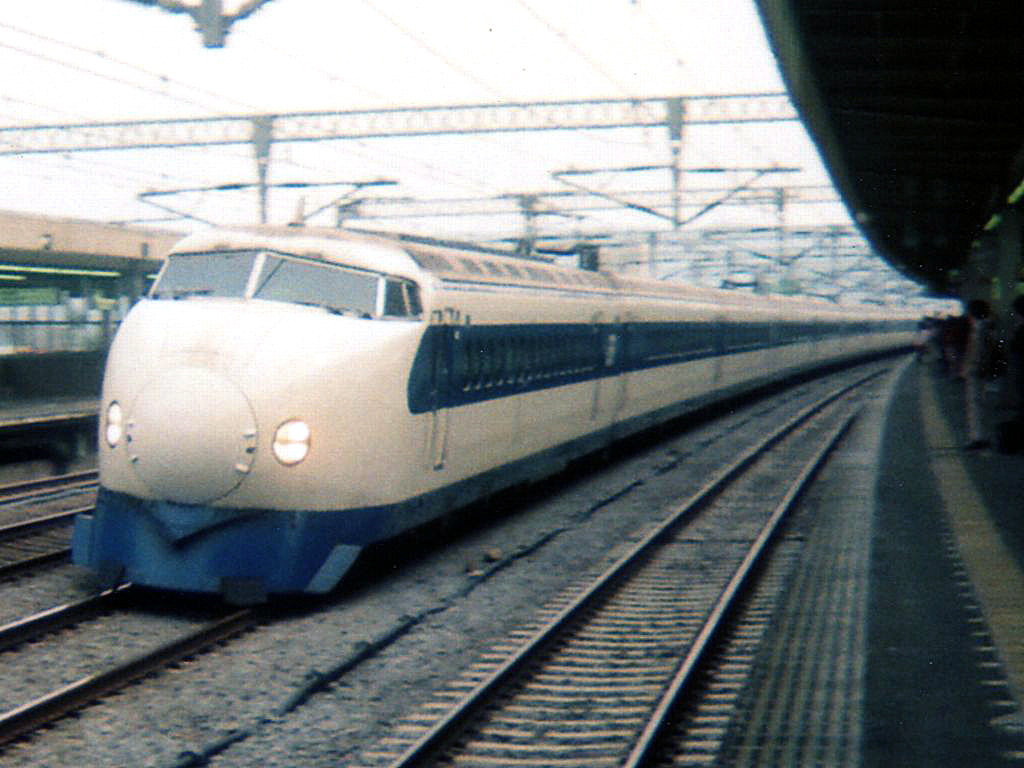
Shinkansen Serie 0, inaugurado en 1964

El primer tren comercial de alta velocidad fue inaugurado en 1939 en Italia con el ElettroTreno ETR 200, alcanzando el para entonces récord mundial de 204 km/h, cerca de Milán.
Actualmente se considera de Alta Velocidad el ferrocarril que supera los 250 km/h de media. En este sentido, en 1964, se inauguró en Japón la primera línea de Alta velocidad ferroviaria, llamado Shinkansen, tren bala, para resolver el problema de transporte entre las pobladas ciudades del país. Con el tiempo, este sistema se extendió por otros países, como Francia, España y Alemania, lo que hizo recuperar al viajero interurbano.

### Innovación
A lo largo de los años 1970, se introdujo una automatización mayor, especialmente en el transporte interurbano, reduciendo los costes de operación. Algunas líneas de tranvía fueron transformadas en líneas de tren ligero, otras líneas se construyeron en ciudades que habían eliminado el tranvía décadas atrás. En los años 1990, el foco de atención se situó en mejorar la accesibilidad, convirtiendo el tren en la solución al transporte de los discapacitados.
La innovación en nuevos sistemas de ferrocarril continúan actualmente, especialmente en campos como la alta velocidad.

## Material rodante

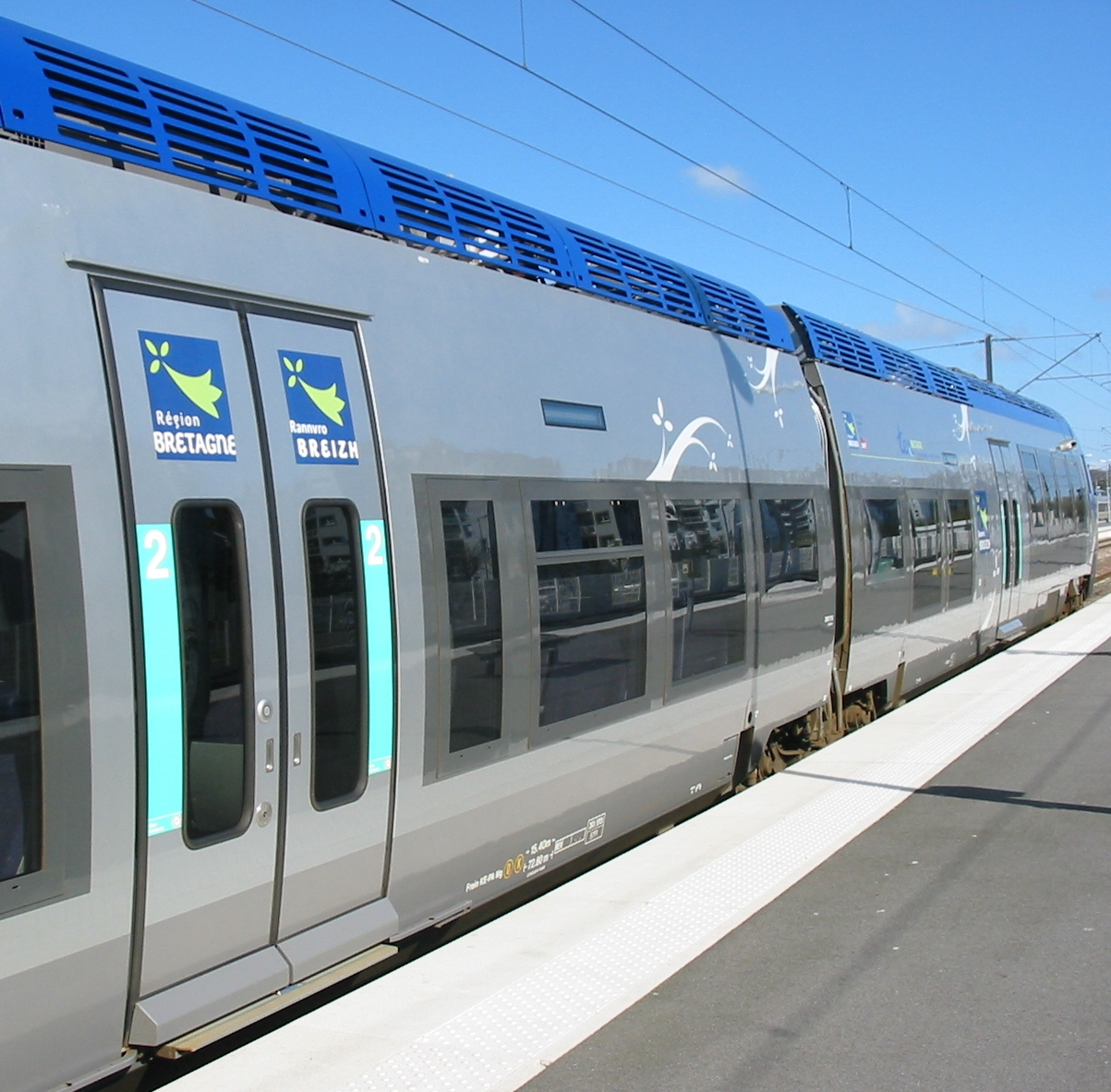
Tren de pasajeros, en Francia

El material rodante está constituido por todos los equipos que circulan (ruedan) a lo largo de las vías del ferrocarril. Se dividen en dos grupos: el material de tracción, las locomotoras, y el material o equipos de arrastre, que son todos los que la locomotora arrastra o empuja acoplados a ella, sobre las vías. Al conjunto de equipos rodantes unidos entre sí que arrastra o empuja la locomotora, o están en la vía en espera de serlo, se denomina composición o formación. Al conjunto de la locomotora con la composición se conoce como tren. Según el tipo de servicio que prestan, los trenes se llaman: de carga, de pasajeros, de servicios, de obras o mixtos.
A su vez se puede realizar una división por estos tipos de vehículos entre: locomotoras, coches de viajeros, vagones, automotores y unidades de tren.

### Tren
Serie de vagones enganchados a una locomotora. También los vagones puede llevar mercancías o pasajeros, lo cual significa que hay dos tipos de tren. Una variante más reciente es el tren autopropulsado, en el que los vagones, todos, o algunos, tienen motores en sus ruedas, sin llevar una locomotora propiamente dicha.

### Tipos y variantes

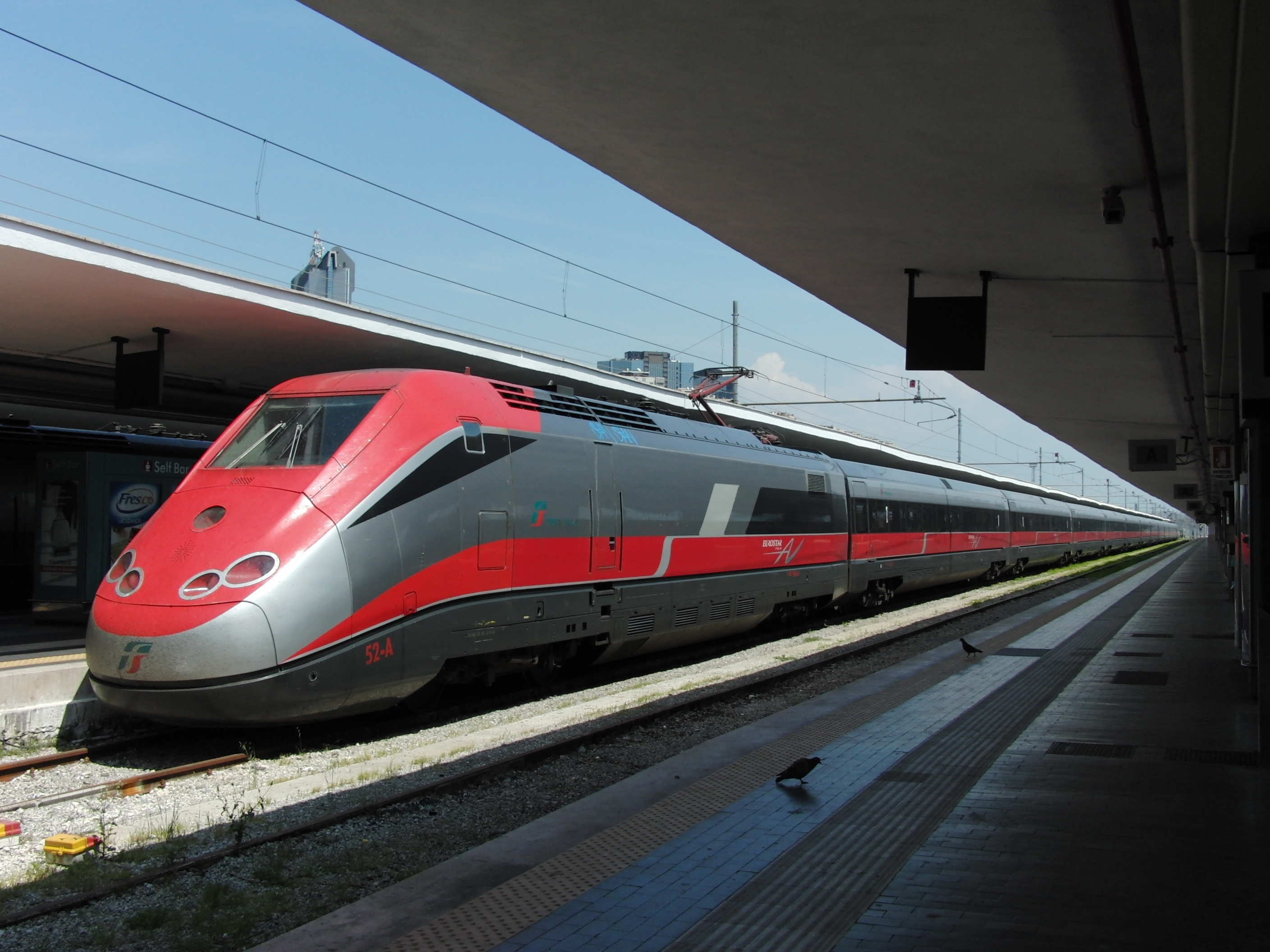
Un tren de alta velocidad: el Eurostar Italia, modelo ETR 500

- Atmosférico: El que emplea como motor el aire comprimido en el interior de un tubo que, empujando un émbolo, hace que este arrastre el tren.
- Ferrocarril propiamente dicho: las líneas o redes férreas, de aspecto más usual, en sus variantes:
  - Levitación magnética.
  - Alta velocidad.
  - Regionales y locales.
- Funicular: es un tren arrastrado por cable, normalmente de punto a punto, en lugares de grandes pendientes.
- Metro: tren metropolitano, es un ferrocarril predominantemente urbano. Puede ser completamente subterráneo, elevado o en superficie, pero es condición necesaria que tenga plataforma reservada.
- Neumático: Variación del ferrocarril atmosférico en que todo el vehículo va empujado por la acción del aire comprimido marchando a modo de un émbolo por dentro de un tubo.
- Tranvía: es un ferrocarril de superficie de trazado urbano o mayormente urbano.
- Tren ligero: es un tipo de tren utilizado específicamente para el transporte de viajeros en áreas urbanas.
- Trenes de cremallera: es el tren en el que la adherencia se mejora mediante un sistema de cremallera, en lugares de fuertes pendientes. En España, es el que hace el recorrido desde Monistrol a Montserrat.

## Infraestructura
La infraestructura ferroviaria incluye todas las instalaciones y edificaciones necesarias para el funcionamiento del ferrocarril: estaciones, vías, puentes y túneles, sistema de señales y comunicaciones, infraestructura de bloqueo de trenes y guiado, agujas, etc.

### Vía férrea

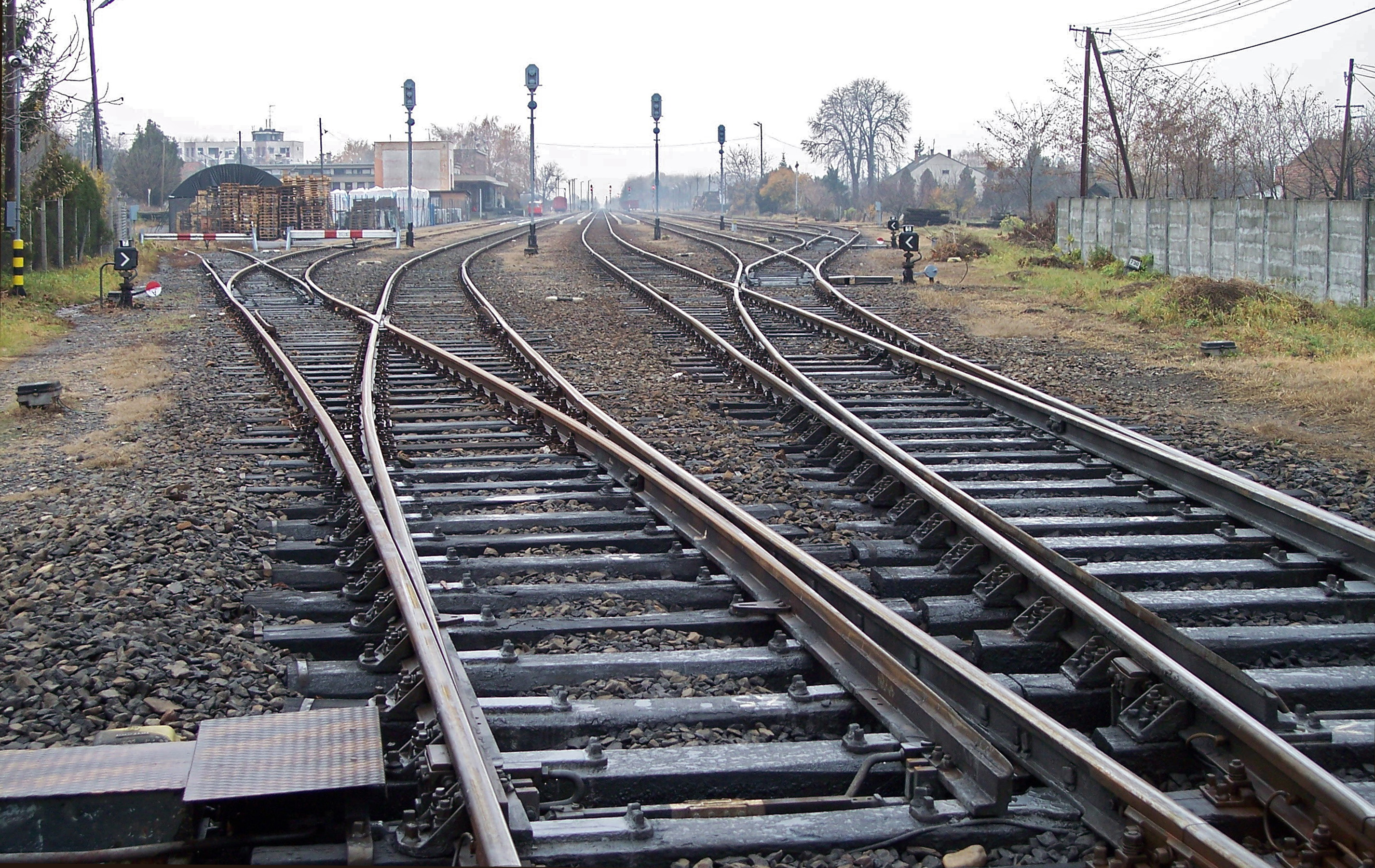
Agujas de ferrocarril

- De vía doble: La que en toda su longitud tiene la vía doble, dedicándose cada una para la marcha de los trenes en un sentido.

También hay tramos de vías cuádruples. En estas los recorridos centrales son para el transporte de mercancías y las laterales o externos, para el transporte de pasajeros ya que los andenes exteriores permiten mejor acceso. Una variante es aquella en que las vías centrales se reservan a ferrocarriles de larga distancia (más rápidos, con menos paradas) y las laterales a viajes de cercanías.
- De vía sencilla: La que solo tiene una vía única en toda su longitud y por la que circulan los trenes en ambos sentidos, realizándose el cruce de los mismos en las estaciones y algunos otros puntos determinados, donde se sitúan con tal objeto vías dobles o apartaderos.[23]

#### Ancho de vía
Se llama ancho de vía o trocha a la distancia entre la cabeza (u hongo) interna plana de ambos rieles por los que circulan lo trenes.

### Señalización

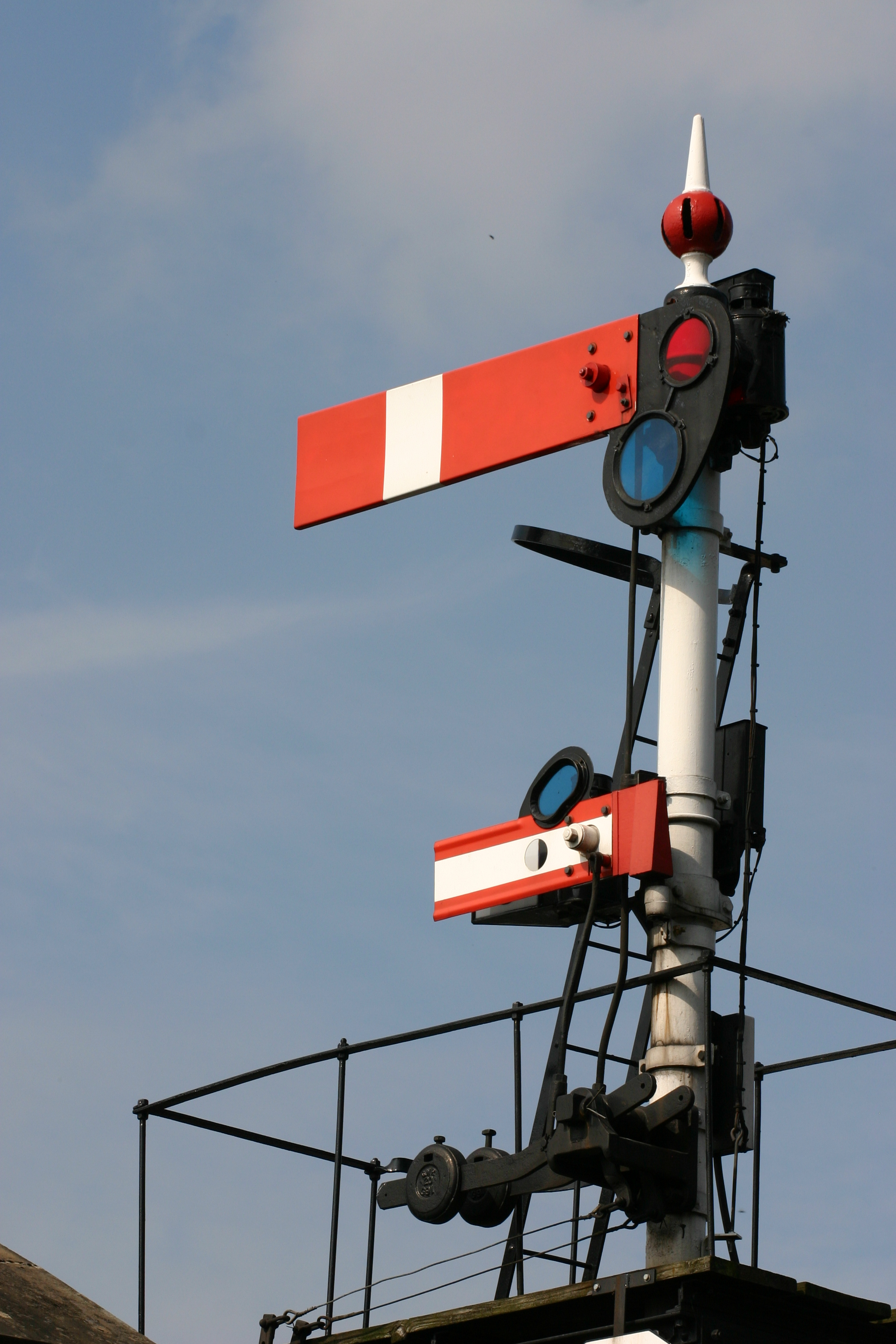
Señal mecánica

La regulación del tráfico ferroviario se realiza mediante señales. Estas pueden ser fijas o móviles, manuales, mecánicas o eléctricas.

### Estación ferroviaria
Una estación ferroviaria, o estación de ferrocarril, es el punto de acceso de viajeros y mercancías al ferrocarril.

### Explotación ferroviaria
Se denomina explotación ferroviaria al conjunto de técnicas, medios y modos que garantizan la circulación segura y fluida de los trenes, y que encamina cada tren hacia su destino según el horario establecido.

### Electrificación
Se denomina electrificación al sistema de alimentación de tracción que utiliza energía eléctrica para alimentar las unidades de tracción ferroviaria.

## Servicios de transporte ferroviario

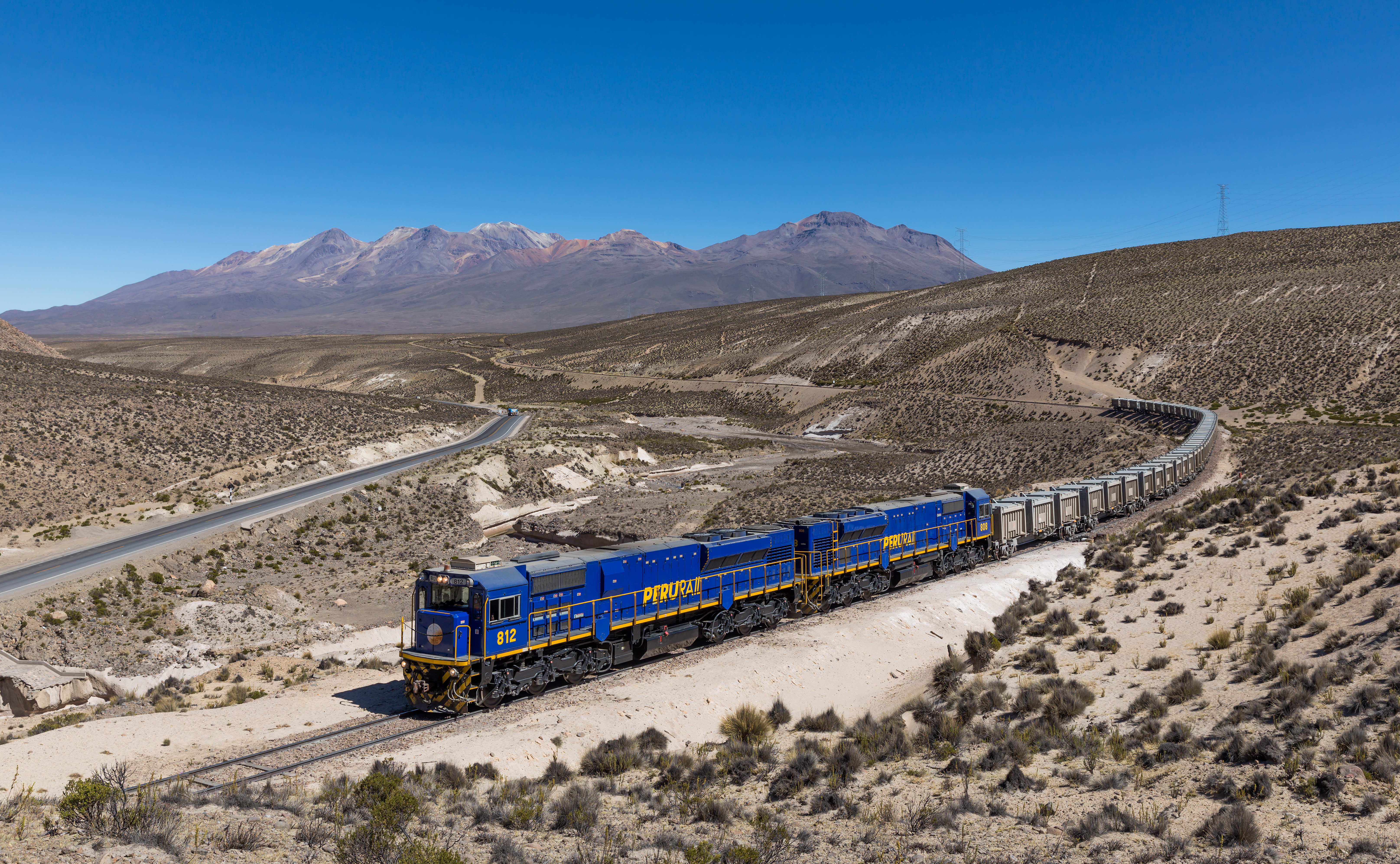
Servicios de transporte ferroviario

### Logística y economía
El ferrocarril forma parte de una amplia gama de transporte terrestre en todo el mundo, que, en su conjunto, permite y realiza el transporte de personas y mercancías del lugar donde se encuentran al lugar donde quieren ir o donde son necesarias. En la actualidad se emplea una conjunción de medios (carreteros, ferroviarios, etc.) actuando coordinadamente para este fin.

## Ámbito social y cultural
En muchos casos, el desarrollo del ferrocarril está vinculado al desarrollo industrial, por lo que los pueblos de esa índole acaban impregnados por el paso del ferrocarril. Así, existen poblados que adquirieron importancia por ser nudos ferroviarios, como El Berrón, Venta de Baños, Mataporquera y Miranda de Ebro. Existe un ejemplo paradigmático de esto en el ferrocarril de La Robla, que hizo surgir la tradicional olla ferroviaria en los pueblos por los que pasaba el correo.

### Efemérides y fiestas ferroviarias
- El 7 de noviembre se celebra en México el “Día del Ferrocarrilero”, en conmemoración de la heroica hazaña de Jesús García Corona, el Héroe de Nacozari.
- El día del ferroviario se celebra el 1 de marzo en Argentina, en conmemoración al traspaso de la concesión de explotación de los ingleses al Estado Argentino.
- El 30 de agosto se celebra el Día del Ferrocarril Argentino, conmemorando la inauguración de la primera línea ferroviaria en Argentina el 30 de agosto de 1857.[24]
- El primer fin de semana de agosto de cada año se lleva al cabo en México la Convención anual de Amigos del Ferrocarril. La ciudad sede cambia cada año.
- San Rutenio: patrón de la Asociación de Interventores en Ruta Europeos (AIRE), que celebran dos congresos anuales desde 1980 en Europa, uno casi siempre en España y otro fuera de España. Los últimos congresos celebrados fueron el 49.º en Ámsterdam (NL) del 20 al 23 de mayo de 2005, 50.º en Almería (SP) del 20 al 24 de noviembre de 2005, el 51.º en Perpiñán (FR) del 25 al 28 de mayo de 2006, el 52.º en Madrid (SP) del 5 al 8 de octubre de 2006, el 53.º en Gotha (GE) del 31 de mayo al 4 de junio de 2007 y el 54.º en Córdoba (SP) del 22 al 26 de noviembre de 2007.

## Sentido de la circulación
Sentido de la circulación en las dobles vías de diversos países.

### Por la izquierda
| - Argentina - Australia - Bangladés - Bélgica - Egipto | - India - Irán - Irlanda - Italia - Israel | - Japón - Libia - Malasia - Mónaco - Myanmar | - Nigeria - Pakistán - Portugal - Reino Unido - Sudáfrica | - Suecia - Suiza |

### Por la derecha
| - Albania - Alemania - Bolivia - Brasil - Bulgaria - Canadá - Camerún - Chile - Colombia | - Costa Rica - Cuba - Dinamarca - Ecuador - El Salvador - Emiratos Árabes Unidos - Eslovaquia - Estados Unidos - Filipinas | - Finlandia - Grecia - Guatemala - Honduras - Hungría - Indonesia - Líbano - Luxemburgo - México | - Nicaragua - Noruega - Panamá - Paraguay - Países Bajos - Perú - Polonia - República Dominicana | - Rumania - Rusia y los países de la ex Unión Soviética - Siria - República Checa - Turquía - Uruguay - Venezuela - (ex) Yugoslavia |

### Por ambos sentidos
Se circula en parte por la derecha y en parte por la izquierda en:
| - Austria[cita requerida] | - China[cita requerida] | - España[cita requerida] | - Francia[cita requerida] |